# Ancas de rana

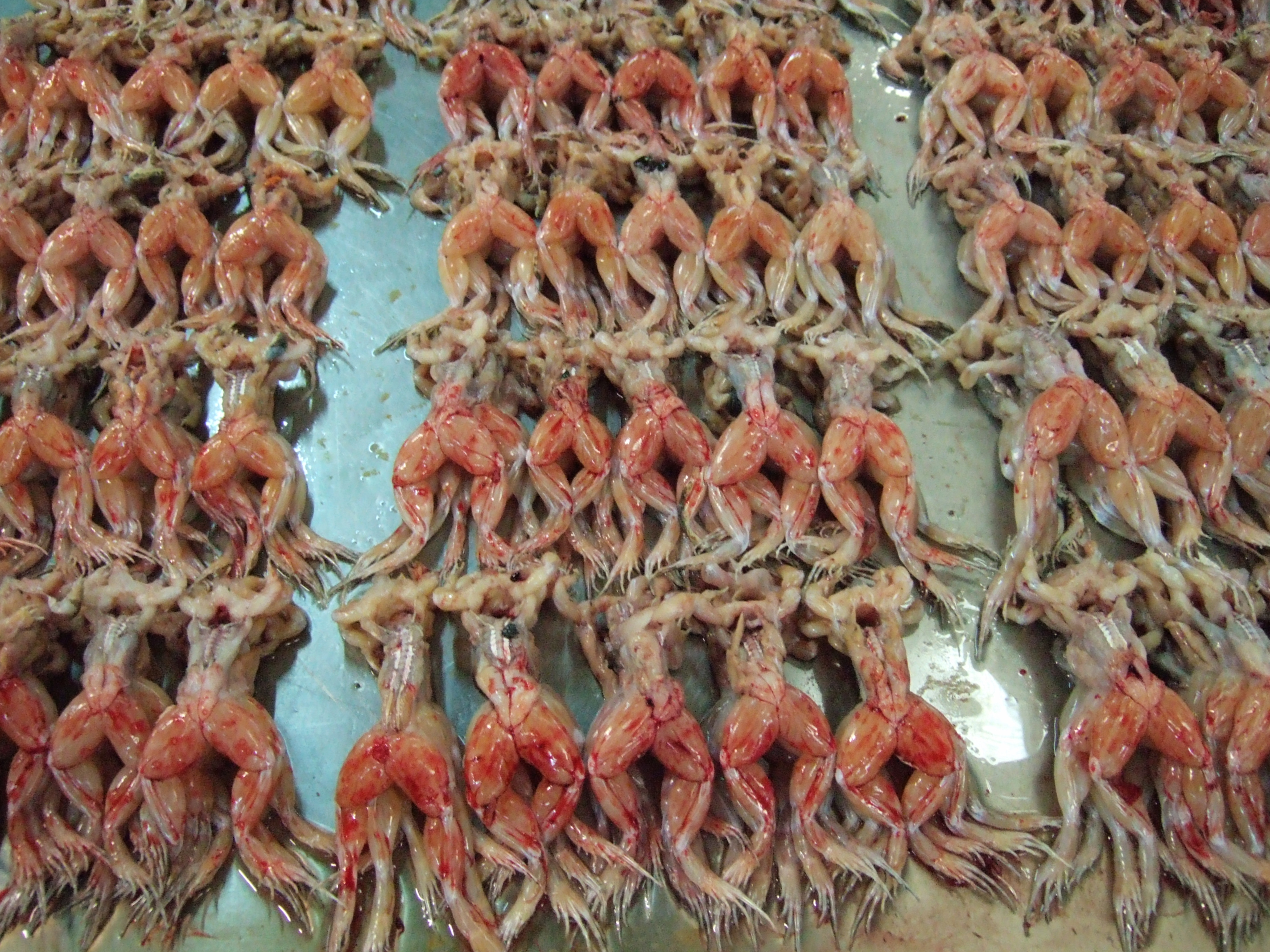
Ancas de rana.

Las ancas de rana se consideran una especialidad culinaria de diversos países entre los que se encuentran Francia, España, China, México, Ecuador, Portugal (en especial el Alentejo), y en el noroeste de Grecia, así como en la cocina del medio oeste de Estados Unidos. El plato se elabora de muchas maneras, pero en todas ellas se emplean las extremidades traseras de las ranas comestibles de cada país. Existen variedades comestibles como la denominada pollo de las montañas (Leptodactylus fallax) muy popular en Montserrat y Dominica.
Indonesia es el mayor exportador mundial de carne de rana, exportando más de  5,000 toneladas de carne de rana por año, principalmente hacia Francia, Bélgica y Luxemburgo. La mayor parte del suministro de ancas de ranas a Europa occidental proviene de criaderos de rana en Indonesia; sin embargo, existe la preocupación que las ancas de rana provenientes de Indonesia son obtenidas de poblaciones de ranas salvajes y que por lo tanto ello pone en peligro la sobrevivencia de estos anfibios en su ambiente natural.

## En la gastronomía

### Francia

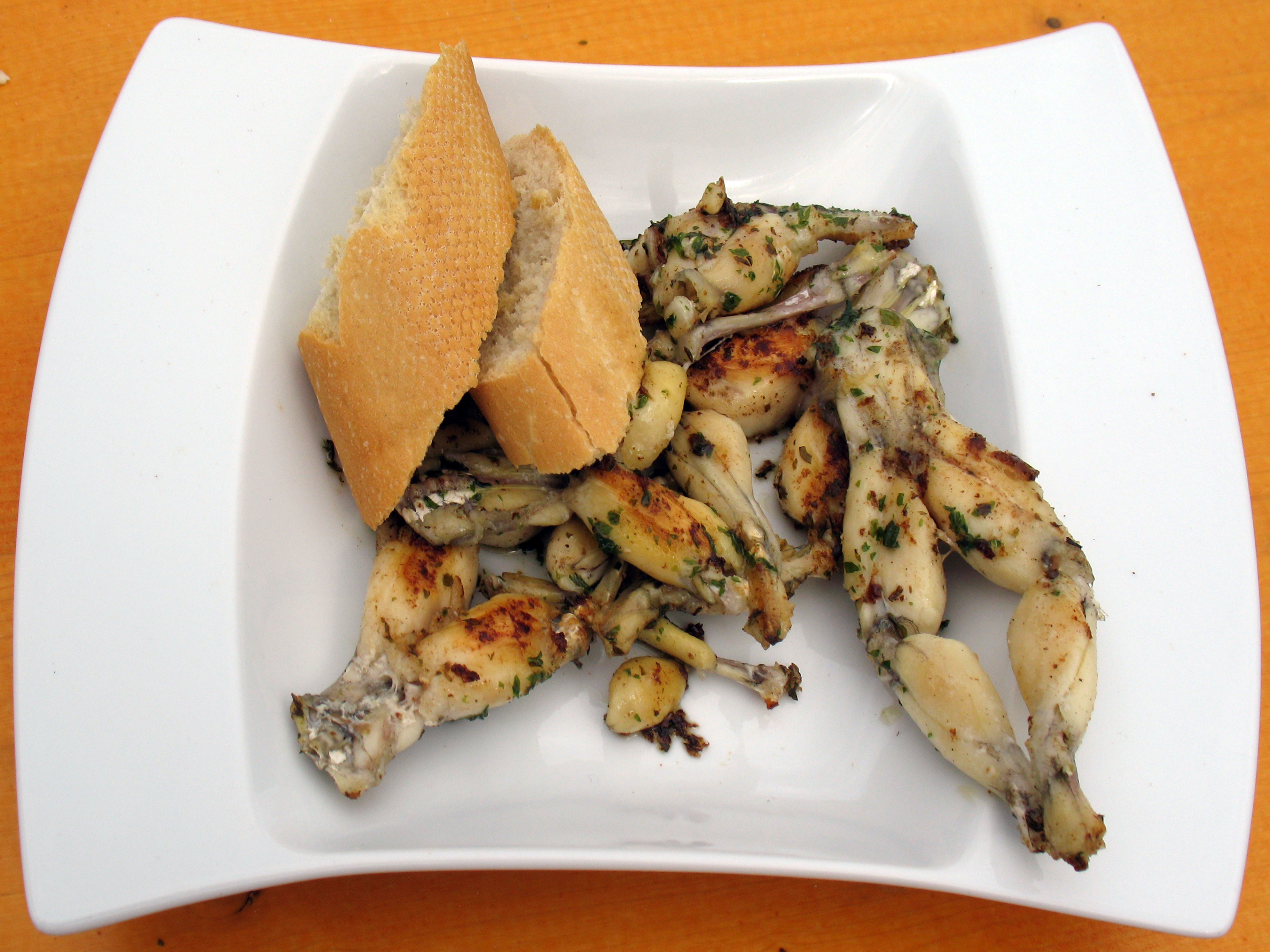
Platillo francés, cuisses de grenouille acompañadas de rebanadas de baguete

Las ancas de rana o cuisses de grenouille son un platillo tradicional de la región de Dombes (Departamento de Ain). El consumo extendido de patas de rana es relativamente reciente, desarrollándose durante los últimos 200 años.

### España
Las ancas de rana, al ajillo o a la romana, son uno de los platos más característicos de la gastronomía de Aranjuez (población castellana en la Comunidad de Madrid), donde vienen consumiéndose tradicionalmente dada la ubicación del municipio en el río Tajo, donde abundan estos anfibios. Ya en el siglo XV se tiene constancia de algunas recetas hechas con ancas de rana y se sabe que la reina Isabel II era una clienta habitual del Lhardy, restaurante madrileño donde este plato figuraba en su carta.
Es un plato típico de La Bañeza, que adquirió gran popularidad en el restaurante Casa Boño. Se preparan guisadas con una salsa a base de tomante, pimiento, ajo y unto.

### China
La rana es denominada 田鸡」(pollo de campo) cuando utilizada en la gastronomía, sus ancas son consumidas usualmente en China, especialmente en la gastronomía del sur de China. Las ranas toro y las ranas cerdo son criadas en escala industrial en determinadas zonas de China, como por ejemplo Sichuan.
En la gastronomía china, por lo general las ancas de rana se fríen en aceite y se las condimenta con especias suaves. Se las prepara en guiso, fritas, o como parte de un congee; es un platillo popular en la gastronomía de Canton.

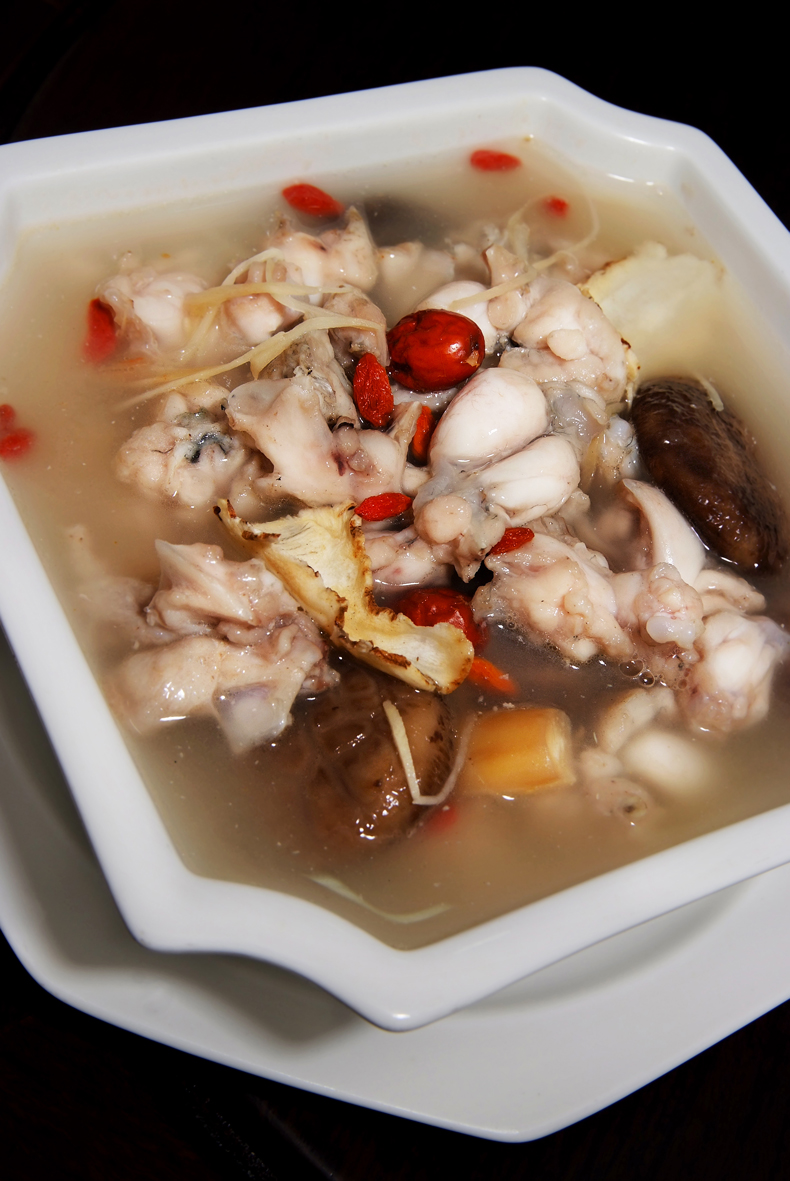
Sopa de ancas de rana a las hierbas estilo Singapur
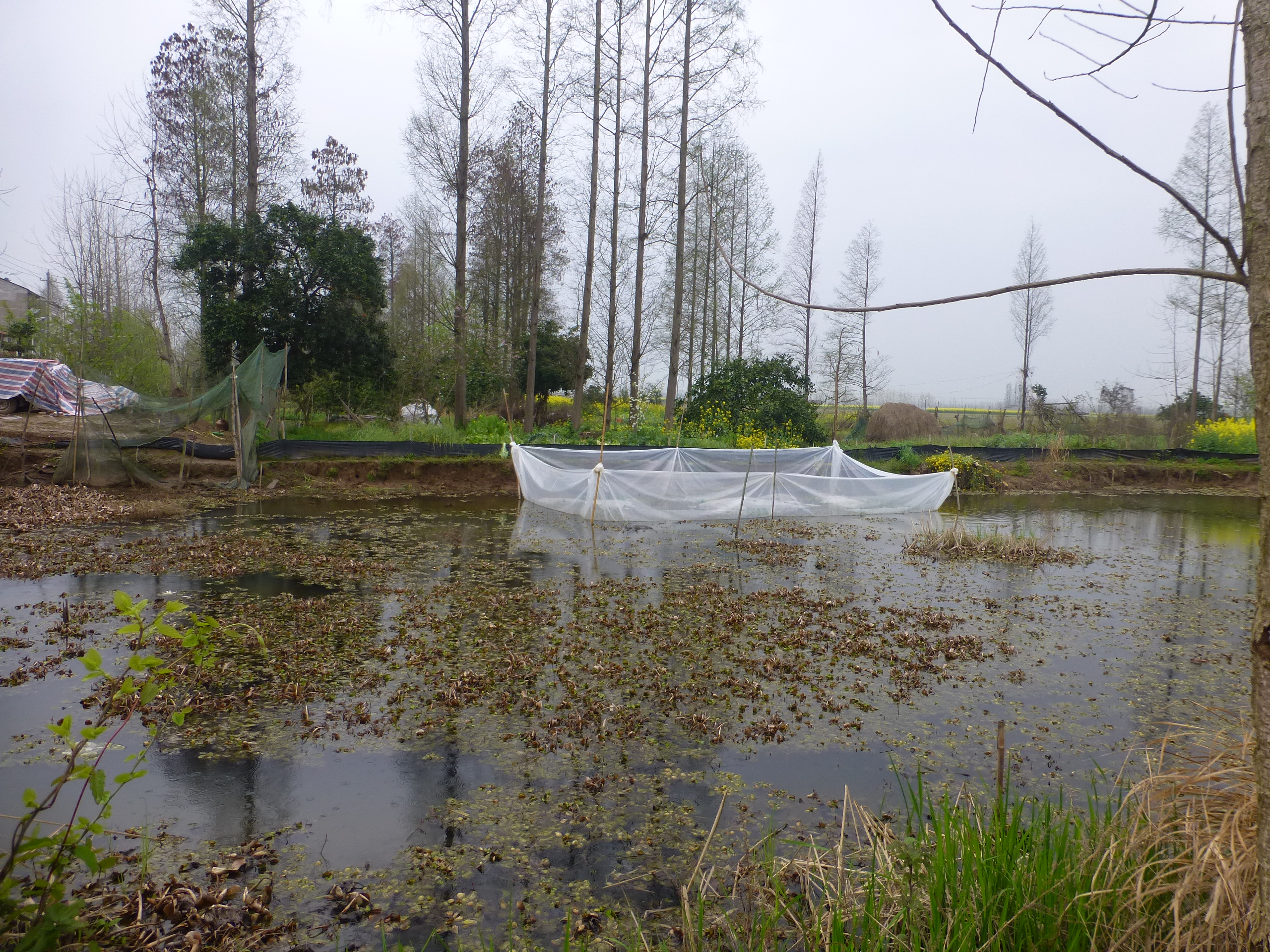
Criadero de ranas para consumo, se utiliza una bolsa plástica dentro de una laguna en Hubei, China

### Indonesia

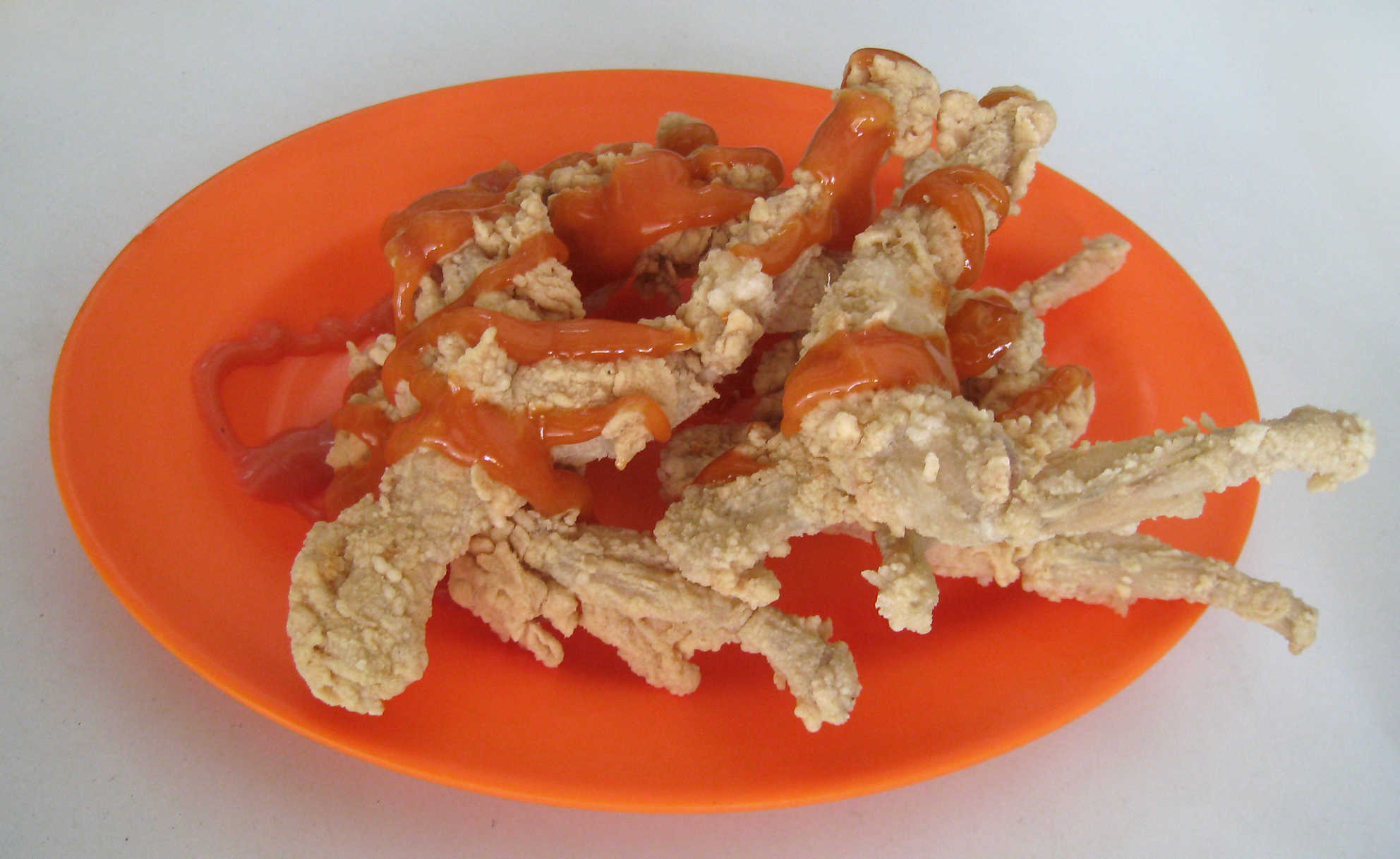
Ancas de ranas pasadas por harina y fritas servidas acompañadas de salsa picante.

En la gastronomía de Indonesia, la sopa de ancas de rana que es denominada swikee o swike, muy probablemente haya sido llevada a Indonesia por la comunidad china. La swikee es principalmente una sopa de ancas de rana con un fuerte sabor a ajo, jengibre, y poroto de soja fermentado (tauco), acompañadas de hojas de perejil  o apio. El swikee es un platillo típico  de Purwodadi Grobogan, en la provincial de  Central Java. También se preparan las ancas de rana friéndolas en margarina y salsa de soja dulce o salsa de tomate, pasadas por harina y fritas, a la parrilla, o huevas de rana servidas en hojas de banano (pepes telur kodok). La piel seca y crocante de la rana también es consumida como aperitivo crocante - krupuk, su sabor es similar al de la piel de pescado fresco frito.

### Ecuador
En la Gastronomía ecuatoriana las ancas de rana se encuentra en la dieta de la población oriental de Zamora, en donde se puede encontrar prepararado en  varios estilos distintos como: rana al ajillo, rana crujiente, sopa de rana y rana brosterizada.

### México
La captura de las ancas de rana suele realizarse en estados como Baja California, Chihuahua, Jalisco, Sonora, Tamaulipas, Veracruz, Zacatecas y gran parte de la Meseta Central de México. Se encuentra casi todo el año y se consumen las ancas fritas, en sopas, en caldos o en guisados como las ancas en salsa verde.